# A System of Architectural Ornament
A System of Architectural Ornament è un'opera commissionata nel 1922 dall'Art Institute of Chicago e realizzata da Louis Sullivan del 1924. È un libro di notevole importanza per la teoria architettonica, in cui Sullivan sviluppa le sue idee sull'ornamento architettonico come parte integrante della progettazione. Sullivan, uno dei pionieri dell'architettura moderna e noto per il suo famoso aforisma "form follows function" ("la forma segue la funzione"), in quest'opera esplora l'interrelazione tra la decorazione architettonica e la struttura dell'edificio.

## Contenuto
Nel libro, Sullivan sostiene che l'ornamento architettonico non dovrebbe essere aggiunto come elemento puramente decorativo, ma dovrebbe emergere organicamente dalla struttura stessa e riflettere la funzione e l'essenza dell'edificio. La sua concezione dell'ornamento è fortemente influenzata dalla natura e dai motivi organici, che considerava una fonte primaria di ispirazione.
La pubblicazione del libro, illustrata con numerosi disegni e schemi (nello specifico molti disegni e dettagli architettonici della Farmers and Merchants Union Bank), mostra lo stile caratteristico di Sullivan, che unisce linee fluide e motivi naturali per creare forme ornamentali che non contrastano con la struttura dell'edificio, ma la completano e ne enfatizzano le qualità. Inoltre, Sullivan elabora anche un sistema per l'organizzazione e la creazione di ornamenti architettonici che possano adattarsi a diversi contesti e scale.
Il libro rappresenta una riflessione filosofica e pratica sull'ornamento nell'architettura, cercando di ridare dignità e significato a un elemento che, nell'architettura del suo tempo, era spesso relegato a un ruolo secondario o considerato superfluo nell'ambito dell'approccio funzionalista emergente.